# Межа живлення льодовика
Межа живлення льодовика — лінія, що розділяє області з позитивним і негативним річним балансом льодовика, тобто області живлення і абляції. Межа живлення льодовика може збігатися з  фірновою лінією, але часто лежить нижче неї, тоді між ними знаходиться зона льодоутворення — смуга, оголеного льоду, що належить до області живлення льодовика. Іноді межу живлення льодовика називають лінією рівноваги, що є буквальним, не прийнятим у нас перекладом відповідного англомовного терміна (англ. eqilibrium line, часто у варіанті ELA — equilibrium line altitude, тобто — висота межі живлення).